# Бериссо (муниципалитет)
Муниципалитет Бериссо  (исп. Partido de Berisso) — муниципалитет в Аргентине в составе провинции Буэнос-Айрес.
Территория — 135 км². Население — 88 470 человек. Плотность населения — 655,56 чел./км².
Административный центр — Бериссо.

## История
Муниципалитет был образован 3 апреля 1957 года.

## География
Муниципалитет расположен на северо-востоке провинции Буэнос-Айрес.
Муниципалитет граничит:
- на северо-западе — c муниципалитетом Энсенада
- на северо-востоке — с Атлантическим океаном
- на юго-востоке — с муниципалитетом Магдалена
- на юго-западе — с муниципалитетом Ла-Плата

## Важнейшие населённые пункты[2]
| № | Населённый пункт | Населённый пункт (исп.) | Категория   | Население чел. (2010) | На карте                        |
| - | ---------------- | ----------------------- | ----------- | --------------------- | ------------------------------- |
| 1 | Бериссо          | Berisso                 | агломерация | 87698                 | 34°52′09″ ю. ш. 57°53′00″ з. д. |

#### Агломерация Бериссо
- входит в агломерацию Большой Буэнос-Айрес

| №  | Населённый пункт       | Населённый пункт (исп.) | Категория | Население чел. (2001) | На карте                        |
| -- | ---------------------- | ----------------------- | --------- | --------------------- | ------------------------------- |
| 1  | Вилья-Портенья         | Villa Porteña           | город     | 14343                 | 34°52′49″ ю. ш. 57°53′21″ з. д. |
| 2  | Бериссо                | Berisso                 | город     | 14021                 | 34°52′09″ ю. ш. 57°53′04″ з. д. |
| 3  | Вилья-Прогресо         | Villa Progreso          | город     | 7870                  | 34°55′11″ ю. ш. 57°54′23″ з. д. |
| 4  | Вилья-Сан-Карлос       | Villa San Carlos        | город     | 7089                  | 34°52′35″ ю. ш. 57°52′18″ з. д. |
| 5  | Баррио-Эль-Кармен-Эсте | Barrio El Carmen Este   | город     | 6894                  | 34°55′35″ ю. ш. 57°53′03″ з. д. |
| 6  | Вилья-Долорес          | Villa Dolores           | город     | 6535                  | 34°52′48″ ю. ш. 57°51′58″ з. д. |
| 7  | Вилья-Индепенденсия    | Villa Independencia     | город     | 6472                  | 34°52′58″ ю. ш. 57°51′41″ з. д. |
| 8  | Вилья-Аргельо          | Villa Argüello          | город     | 5662                  | 34°54′34″ ю. ш. 57°55′13″ з. д. |
| 9  | Вилья-Сула             | Villa Zula              | город     | 5124                  | 34°52′50″ ю. ш. 57°50′53″ з. д. |
| 10 | Баррио-Банко-Провинсия | Barrio Banco Provincia  | посёлок   | 1867                  | 34°52′29″ ю. ш. 57°51′17″ з. д. |
| 11 | Вилья-Нуэва            | Villa Nueva             | посёлок   | 1585                  | 34°53′28″ ю. ш. 57°54′16″ з. д. |
| 12 | Баррио-Университарио   | Barrio Universitario    | посёлок   | 1032                  | 34°54′05″ ю. ш. 57°55′30″ з. д. |
| 13 | Лос-Талас              | Los Talas               | посёлок   | 494                   | 34°54′21″ ю. ш. 57°47′54″ з. д. |